# Swesztari
Swesztari (bułg. Свещари) – wieś w Bułgarii, w obwodzie Razgrad, w gminie Isperich. W 2023 roku liczyła 604 mieszkańców.

## Kurhany
W okolicach wsi odkryto starożytne kurhany Traków z przełomu IV i III wieku p.n.e. Dane archeologiczne wskazują na istnienie na tym terenie w starożytności pięciu nekropoli z ponad setką grobów. Najsłynniejszy z nich grobowiec tracki, odkryty w 1982 roku w kurhanie Ginina, został wpisany na listę światowego dziedzictwa UNESCO.

## Hellis
Według niektórych teorii tak duża koncentracja grobowców ma być dowodem na to, że w okolicach Swesztarii znajdowało się niegdyś miasto Hellis – stolica państwa Getów. Ruiny miasta, uważanego za Hellis, istotnie odkryto w odległości około 4 km od Swesztari. Uszkodzenia w kurhanach wskazują na starożytne trzęsienie ziemi, które mogło być przyczyną opuszczenia miasta w połowie III wieku p.n.e. U szczytu świetności Hellis zamieszkiwało prawdopodobnie około 3 tys. osób.

## Demir Baba Tekke
W okolicach Swesztari znajduje się także XVI-wieczna muzułmańska świątynia Demir Baba Tekke, wzniesiona – jak się uważa – nad grobem półlegendarnego świętego Demira Baby. Jest to siedmioboczna świątynia grobowa przykryta kopułą. Zlokalizowana jest u stóp wapiennych klifów. W pobliżu świątyni odkryto pozostałości neolitycznej osady.